# Пекка Аалто (письменник)
Пекка Аалто (фін. Pekka Aalto;26 травня 1897,Кевятозеро — 8 жовтня 1941,Поросозеро) — фінський письменник  .

## Біографія
Уродженець Біломорської Карелії Пекка Аалто брав участь у Першій радянсько-фінській війні. Зрештою, був змушений тікати до Фінляндії. Потім працював діловодом у Кемі  . Був учасником Радянсько-фінської війни (1941-1944)  . Аалто помер у польовому шпиталі 8 жовтня 1941 після поранення на озері поблизу Поросозеро . Його автобіографічний роман «Карельські орли» (Karjalan kotkat) був опублікований через 2 роки після смерті  .

## Твори
- Karjalan kotkat : kahden vapaustaistelijan tarina. Suomen kirja, Helsinki 1943